# DJ Ashba
DJ Ashba, właśc. Darren Jay Ashba (ur. 10 listopada 1972 w Monticello) – amerykański muzyk. W latach 2009–2015 był członkiem Guns N’ Roses, a od 2007 roku współtworzy zespół Sixx:A.M..

## Życiorys
Urodził się 10 listopada 1972 roku w Monticello. Niedługo potem wraz z rodziną przeniósł się do Fairbury, gdzie samotnie wychowywała go matka. Już od najmłodszych lat uczył się grać na wielu instrumentach, m.in. na perkusji i gitarze elektrycznej. W wieku 16 lat przeprowadził się do Logansport, gdzie miał mieszkać z ojcem. Gdy ukończył 19 lat, po wcześniejszym spakowaniu instrumentów, udał się do Hollywood.
23 września 2013 gitarzysta DJ Ashba ożenił się z Nathalią Henao.

### Początki (1991–2002)
Ashba dołączył do grupy Barracuda, z którym to zespołem grał przez dwa lata. W 1996 roku wydał swój debiutancki album zatytułowany Addiction to the Friction. W 1998 dołączył do zespołu BulletBoys, gdzie spotkał Stevena Adlera perkusistę Guns N’ Roses. W 1999 roku uformował zespół "Beautiful Creatures". Po nawiązaniu kontraktu z wytwórnią Warner Bros., w 2001 roku zespół wydał swój pierwszy album zatytułowany Beautiful Creatures. Jeden z utworów został wykorzystany w horrorze Walentynki i serialu Tajemnice Smallville. W 2002 roku utwór Ride wykorzystano w filmie Rollerball. 13 lutego 2002 roku opuścił zespół.

### Kariera solowa (2002–2007)
Po odejściu z BC założył zespół o nazwie ASHBA, jednak równie szybko grupa ta została rozwiązana. W 2003 roku został zaproszony do współpracy z supergrupą Brides of Destruction, do której należeli Nikki Sixx i Tracii Guns, jednak zrezygnował z niej by skupić się na projekcie solowym. W 2006 roku muzyk razem z wcześniej wspomnianym Nikki założył Funny Farms Studios. Od tego czasu zaczęli oni tworzyć wspólnie.

### Sixx:A.M. (od 2007)
Ashba wydał album The Heroin Diaries Soundtrack razem z basistą Mötley Crüe Nikkim Sixxem i producentem Jamesem Michaelem pod nazwą Sixx:A.M. wykorzystany w 2007 roku jako soundtrack do książki Nikkiego The Heroin Diaries: A Year in the Life of a Shattered Rock Star. Singiel Life is Beautiful uplasował się na drugim miejscu magazynu Billboard, Mainstream Rock Tracks. 3 maja 2011 zespół wydał album This is Gonna Hurt. Na początku 2014 roku zakończył pracę nad nowym albumem, który ukazał się 7 października.

### Guns N’ Roses (2009-2015)
23 marca 2009 został gitarzystą prowadzącym w zespole Guns N’ Roses, zastępując Robina Fincka, który wrócił do Nine Inch Nails. W lipcu 2015 roku odszedł z Guns N' Roses

## Dyskografia

### Solo
- Addiction to the Friction (1996)

### z Beautiful Creatures
- Beautiful Creatures (2001)
- Deuce (2005) Uczestniczył jedynie w 3 utworach nagranych wcześniej – dodano je jako bonus tracki